# جمهوری صرب کراینا
جمهوری صرب کراینا (صربی: Република Српска Крајина (РСК) / Republika Srpska Krajina) نام یک دولت غیر رسمی‌ است که در گرماگرم جنگ‌های یوگسلاو از ۱۹۹۱ تا ۱۹۹۵ میلادی در کرواسی کنونی موجودیت داشت.